# Nekrolog 1431
Nekrolog
◄◄
| ◄
| 1427
| 1428
| 1429
| 1430
| 1431 | 1432 | 1433 | 1434 | 1435 | ► | ►►
Weitere Ereignisse | Allgemeiner Nekrolog 1431
Die Beschreibung der verstorbenen Person sollte so kurz wie möglich gehalten sein und nur deren signifikante Tätigkeit(en) enthalten.
Neue Namen ggf. auch unter dem Geburts- und Sterbedatum, also etwa unter 1. Januar und im Geburts- und Sterbejahr (2024) eintragen (nur bei entsprechender großer Wichtigkeit). Für Beispiele siehe die schon vorhandenen Artikel.
Außerdem über die fünf zuletzt Verstorbenen, zu denen es einen ausreichend guten Artikel für eine Präsentation auf der Hauptseite gibt, nach der todesbedingten Überarbeitung der Artikel ggf. auch unter Wikipedia Diskussion:Hauptseite informieren und sie am besten auch in den anderen Wikipedia-Sprachversionen eintragen. Tipp: Regelmäßig bei news.google.de nach „ist tot“, „gestorben“ oder „verstorben“ suchen.
Wenn eine Person gestorben ist, gibt es viele Seiten zu dieser Person in der Wikipedia, die davon auch betroffen sind und entsprechend aktualisiert werden müssen. Beispiele: Namenübersichtsseite, Geburtsjahr, Geburtsort-Seiten und viele mehr.
Wie finde ich die betroffenen Seiten?
Im Suchfeld auf der linken Seite gibt man den Suchbegriff so ein: „Vorname Nachname“. Dann klickt man auf Volltext und alle Seiten mit entsprechendem Suchtext werden aufgerufen. Hier sieht man dann schnell, wo auch das Todesjahr Sinn macht oder sogar ein Teil des Artikels angepasst werden muss. Auch hilft das „Werkzeug“ auf der linken Seite sehr gut, um solche Seiten aufzufinden: „Links auf diese Seite“. Somit ist die Wikipedia wieder aktuell in allen Bereichen! Hinweis: bei Eintragung der Kategorie „Gestorben JAHR“ wird der Missbrauchsfilter 49 ausgelöst, was jedoch nicht schlimm ist. Siehe: Spezial:Missbrauchsfilter/49
Dies ist eine Liste von im Jahr 1431 verstorbenen bekannten Persönlichkeiten. Die Einträge erfolgen innerhalb der einzelnen Daten alphabetisch sortiert. Tiere sind im Nekrolog für Tiere zu finden.

## Januar
| Tag        | Name            | Beruf, bekannt als        | Alter | Beleg |
| ---------- | --------------- | ------------------------- | ----- | ----- |
| 22. Januar | Konrad V. Geyer | deutscher Benediktinerabt |       |       |
| 25. Januar | Karl II.        | Herzog von Oberlothringen |       |       |

## Februar
| Tag         | Name                | Beruf, bekannt als                              | Alter | Beleg |
| ----------- | ------------------- | ----------------------------------------------- | ----- | ----- |
| 19. Februar | Heinrich von Gorkum | niederländischer Thomist und Theologieprofessor |       |       |
| 20. Februar | Martin V.           | Papst (1417–1431)                               |       |       |

## April
| Tag       | Name              | Beruf, bekannt als                              | Alter | Beleg |
| --------- | ----------------- | ----------------------------------------------- | ----- | ----- |
| 1. April  | Jean Jouvenel     | französischer Jurist                            |       |       |
| 5. April  | Bernhard I.       | Markgraf von Baden (1372–1431)                  |       |       |
| 19. April | Adolf III.        | Graf von Waldeck zu Landau (1397–1431)          |       |       |
| 20. April | Niccolò da Uzzano | italienischer Politiker in der Republik Florenz |       |       |

## Mai
| Tag     | Name                  | Beruf, bekannt als                                              | Alter | Beleg |
| ------- | --------------------- | --------------------------------------------------------------- | ----- | ----- |
| 6. Mai  | Boleslaus I.          | Herzog von Teschen, Glogau und Auschwitz                        |       |       |
| 20. Mai | Guillaume de Challant | Bischof von Lausanne (1406–1431)                                |       |       |
| 30. Mai | Jeanne d’Arc          | französische Nationalheldin und Heilige der Katholischen Kirche |       |       |

## Juni
| Tag     | Name                   | Beruf, bekannt als                        | Alter | Beleg |
| ------- | ---------------------- | ----------------------------------------- | ----- | ----- |
| 1. Juni | Christian von Rentelen | Lübecker Ratsherr und Flottenbefehlshaber |       |       |

## Juli
| Tag     | Name                  | Beruf, bekannt als    | Alter | Beleg |
| ------- | --------------------- | --------------------- | ----- | ----- |
| 2. Juli | Philipp von Ingelheim | deutscher Ritter      |       |       |
| 2. Juli | Guy de Mazirot        | lothringischer Ritter |       |       |
| 2. Juli | Johann I.             | Graf von Saarwerden   |       |       |
| 3. Juli | Antonio Panciera      | venetischer Kardinal  |       |       |

## August
| Tag        | Name             | Beruf, bekannt als          | Alter | Beleg |
| ---------- | ---------------- | --------------------------- | ----- | ----- |
| 13. August | Violante von Bar | Königin von Aragón          |       |       |
| 24. August | Ruprecht II.     | Herzog von Lüben und Haynau |       |       |

## September
| Tag          | Name                         | Beruf, bekannt als                          | Alter | Beleg |
| ------------ | ---------------------------- | ------------------------------------------- | ----- | ----- |
| 6. September | Dimitrios Laskaris Leontaris | byzantinischer Staatsmann und Militärführer |       |       |

## Oktober
| Tag        | Name                 | Beruf, bekannt als                     | Alter | Beleg |
| ---------- | -------------------- | -------------------------------------- | ----- | ----- |
| 3. Oktober | Heinrich von Geismar | deutscher Theologe und Hochschullehrer |       |       |

## November
| Tag          | Name                                   | Beruf, bekannt als                                               | Alter | Beleg |
| ------------ | -------------------------------------- | ---------------------------------------------------------------- | ----- | ----- |
| 1. November  | Nuno Álvares Pereira                   | portugiesischer Heerführer und Karmelit, Laienbruder und Seliger | 71    |       |
| 23. November | Walter Fitzwalter, 7. Baron Fitzwalter | englischer Adeliger und Militär                                  |       |       |

## Dezember
| Tag          | Name                     | Beruf, bekannt als                                                                                    | Alter | Beleg |
| ------------ | ------------------------ | --- | ----- | ----- |
| 1. Dezember  | Elisabeth von Ziegenhain | durch Heirat Gräfin von Hanau                                                                         |       |       |
| 12. Dezember | Ulrich von Albeck        | Bischof von Seckau                                                                                    |       |       |
| 25. Dezember | Konrad von Vechta        | Bischof von Verden, Elekt von Verden, Bischof von Olmütz, Administrator von Prag, Erzbischof von Prag |       |       |

## Datum unbekannt
| Tag | Name                        | Beruf, bekannt als                                       | Alter | Beleg |
| --- | --------------------------- | -------------------------------------------------------- | ----- | ----- |
|     | Arnault Guilhem de Barbazan | französischer Heerführer im Hundertjährigen Krieg        |       |       |
|     | Ludwig Krul                 | Ratsherr der Hansestadt Lübeck                           |       |       |
|     | Muhammad VIII.              | Emir von Granada                                         |       |       |
|     | Rudolf III. von Sulz        | Landgraf der Landgrafschaft Klettgau                     |       |       |
|     | Stanisław von Skarbimierz   | polnischer Jurist, Domherr der Wawelkathedrale in Krakau |       |       |